# Bill Varner
William Joseph Varner (1 de agosto de 1960, Pittsburgh, Pensilvania) es un exjugador de baloncesto profesional de doble nacionalidad estadounidense y belga, cuya mayor parte de carrera deportiva discurrió en distintos clubes de élite europeos.

## Trayectoria deportiva
- NCAA. Notre Dame University.
- 1983-84 CBA. Sarasota Stingers.
- 1984 CBA. Wisconsin Flyers.
- 1984-85 HEBA. PAOK Salónica.
- 1985-87 LNB. Olympique Antibes.
- 1987-88 Primera B. CB Tenerife.
- 1988-89 LNB. BCM Gravelines.
- 1989-95 Ligue Ethias. Racing Malinas.
- 1995 LNB. Montpellier Basket.
- 1995-96 BSN. Atléticos de San Germán.
- 1996-98 ACB. Xacobeo 99 Ourense.
- 1998-99 ACB. Pamesa Valencia.
- 1999-00 Ligue Ethias. Region Wallonne Charleroi.
- 2000-01 LNB. Cholet Basket.
- 2001-02 ACB. Cantabria Lobos.

## Palmarés
- 1992-93 y 1993-94 Campeón de la Copa de Bélgica con el Rácing de Malinas.
- 1992-93 y 1993-94 Campeón de la Liga de Bélgica con el Rácing de Malinas.